# Jetikölyök: Láthatatlan város
A Jetikölyök: Láthatatlan város (eredeti cím: Abominable and the Invisible City) 2022 és 2023 között futott amerikai televíziós 3D-s számítógépes animációs kalandsorozat, amit Katherine Nolfi alkotott, a 2019-es Jetikölyök című film folytatása.
A sorozatot Amerikában 2022. október 5-én a Hulu, míg Magyarországon a Minimax mutatta be 2023. május 11-én. Később az M2 is bemutatta 2025. július 15-én.

## Cselekmény
A film eseményei után Ji, Dzsin és Peng tudják, hogy odakint egy egész varázslatos világ van, és felfedezik, hogy a környezetük hemzseg a segítségükre szoruló varázslényektől. Régi Jeti barátjuk, Everest segítségével útnak indulnak városukban és azon túl is.

## Szereplők
| Szereplő    | Eredeti hang           | Magyar hang                               | Leírás |
| ----------- | ---------------------- | ----------------------------------------- | --- |
| Ji          | Chloe Bennet           | Mikecz Estilla                            | A Lénybrigád önfejű, empatikus vezetője és képzett hegedűs. |
| Jin         | Tenzing Norgay Trainor | Boldog Gábor                              | Ji ezeréves barátja és Peng unokatestvére, aki orvosi egyetemre szeretne menni és orvos akar lenni. Azonban önként feladja ezt az álmát, hogy inkább a lények tanulmányozására koncentráljon. |
| Peng        | Ethan Loh              | Gáll Dávid (1. évad) Czető Ádám (2. évad) | Ji pajkos, vidám barátja és Dzsin unokatestvére. |
| Everest     | Darin De Paul          | Szokol Péter                              | Jeti, aki Ji, Dzsin és Peng barátja. |
| Mr. Burnish | Alan Cumming           | Harsányi Gábor                            | A Burnish Industries idős, gazdag vezetője, Ji és barátai korábbi ellensége. |
| Mei         | Michelle Wong          | Nagy Katica                               | Ji anyja. |
| Nai Nai     | Karen Huie             | Halász Aranka                             | Ji nagymamája. |

### Magyar változat
- Főcím: Zahorán Adrienne
- Magyar szöveg: Bakó-Medvegy Alexandra
- Hangmérnök és vágó: Pap Krisztián
- Gyártásvezető: Farkas Márta
- Szinkronrendező: Hirth Ildikó
- Produckiós vezető: Horján Annamária

A szinkront a Minimax megbízásából a Direct Dub Studios készítette.

## Évados áttekintés
| Évad | Évad | Epizódok | Eredeti sugárzás  | Eredeti sugárzás  | Magyar sugárzás | Magyar sugárzás |
| Évad | Évad | Epizódok | Évadpremier       | Évadfinálé        | Évadpremier     | Évadfinálé      |
| ---- | ---- | -------- | ----------------- | ----------------- | --------------- | --------------- |
|      | 1    | 10       | 2022. október 5.  | 2022. október 5.  | 2023. május 11. | 2023. május 20. |
|      | 2    | 10       | 2023. március 29. | 2023. március 29. | 2023. május 21. | 2023. május 30. |

## Epizódok

### 1. évad
| #   | #   | Eredeti cím                    | Magyar cím                      | Rendezte                     | Írta                      | Eredeti premier  | Magyar premier  |
| --- | --- | ------------------------------ | ------------------------------- | ---------------------------- | ------------------------- | ---------------- | --------------- |
| 1.  | 1.  | Everest Returns                | Everest visszatér               | Jim Schumann                 | Katherine Nolfi           | 2022. október 5. | 2023. május 11. |
| 2.  | 2.  | Welcome Home, Everest!         | Üdv itthon, Everest!            | Ruolin Li                    | Tiffany Lo és Ethel Lung  | 2022. október 5. | 2023. május 12. |
| 3.  | 3.  | Sewer Koi and the Museum Heist | A Kanális Koi és a múzeumrablás | Kevin Wotton                 | Katherine Nolfi           | 2022. október 5. | 2023. május 13. |
| 4.  | 4.  | Peng vs. Peng                  | Peng Peng ellen                 | Lianne Hughes                | Tiffany Lo és Ethel Lung  | 2022. október 5. | 2023. május 14. |
| 5.  | 5.  | Jin's New Look                 | Jin új külsője                  | Ruolin Li                    | Tiffany So és Saba Saghaf | 2022. október 5. | 2023. május 15. |
| 6.  | 6.  | A Cabbage Kinda Day            | A káposzta nap                  | Kevin Wotton                 | Annie Nishida             | 2022. október 5. | 2023. május 16. |
| 7.  | 7.  | Yeti Supersitious              | Barátok vagy babonák?           | Lianne Hughes és Pete Jacobs | Andi Shu Hester           | 2022. október 5. | 2023. május 17. |
| 8.  | 8.  | Toad-al Recall                 | Az aranyvarangy                 | Ruolin Li                    | Kyel White                | 2022. október 5. | 2023. május 18. |
| 9.  | 9.  | Chinese Nian Year              | A kínai újév                    | Pete Jacobs                  | Tiffany Lo és Ethel Lung  | 2022. október 5. | 2023. május 19. |
| 10. | 10. | Chinese Nian Year              | A kínai újév                    | Kevin Wotton                 | Tiffany Lo és Ethel Lung  | 2022. október 5. | 2023. május 20. |

### 2. évad
| #   | #   | Eredeti cím                             | Magyar cím    | Rendezte | Írta | Eredeti premier   | Magyar premier  |
| --- | --- | --------------------------------------- | ------------- | -------- | ---- | ----------------- | --------------- |
| 11. | 1.  | Wu You Gonna Call?                      | Wu vlogger    |          |      | 2023. március 29. | 2023. május 21. |
| 12. | 2.  | The Ditch Sitch                         | Rázós helyzet |          |      | 2023. március 29. | 2023. május 22. |
| 13. | 3.  | Tales from the Fox’s Tails              |               |          |      | 2023. március 29. | 2023. május 23. |
| 14. | 4.  | Yi’s LiLi-est Fan                       |               |          |      | 2023. március 29. | 2023. május 24. |
| 15. | 5.  | Qilin-mania                             |               |          |      | 2023. március 29. | 2023. május 25. |
| 16. | 6.  | Shack Attack                            |               |          |      | 2023. március 29. | 2023. május 26. |
| 17. | 7.  | We Meat Again                           |               |          |      | 2023. március 29. | 2023. május 27. |
| 18. | 8.  | A Hair-ifying Night                     |               |          |      | 2023. március 29. | 2023. május 28. |
| 19. | 9.  | Please Hold for the Next Representative |               |          |      | 2023. március 29. | 2023. május 29. |
| 20. | 10. | Please Hold While We Connect You        |               |          |      | 2023. március 29. | 2023. május 30. |